# Coupe d'Irlande de football 1942-1943
Navigation
Édition précédente Édition suivante
La Coupe d'Irlande de football 1942-1943, en anglais The Football Association of Ireland Challenge Cup, est la 22e édition de la Coupe d'Irlande de football organisée par la Fédération d'Irlande de football. La compétition commence le 7 février 1943, pour se terminer le 18 avril 1943. Le Drumcondra Football Club remporte pour la première fois la compétition en battant en finale le Cork United. 

## Organisation
La compétition rassemble seulement douze clubs. Dix évoluent dans le championnat d'Irlande, deux sont invitées : Jacob's Football Club et Distillery. La formule de l'épreuve évolue un peu puisque les matchs du premier tour se disputent avec des rencontres aller-retour et non plus sur élimination directe sur un tour.

## Premier tour
Les matchs se déroulent les 6 et 7 février 1943 pour les matchs aller, les 13 et 14 février pour les matchs retour. Le match d'appui, lui, se déroule le 17 février. 
| Équipe 1      | Score | Équipe 2              | Aller | Retour |
| ------------- | ----- | --------------------- | ----- | ------ |
| Brideville FC | 5-4   | Jacob's Football Club | 2-1   | 3-3    |
| Cork United   | 3-2   | Shelbourne FC         | 1-1   | 2-1    |
| Drumcondra FC | 5-1   | Distillery            | 1-1   | 4-1    |
| Bohemian FC   | 0-2   | Shamrock Rovers       | 0-2   | 0-0    |
| Dundalk FC    | 5-5   | Saint James's Gate FC | 3-3   | 2-2    |
| Dundalk FC    | 2-1   | Saint James's Gate FC | .     | .      |

## Deuxième tour
Les matchs se déroulent le 28 février. Le match d'appui le 2 mars 1943. Deux équipes sont directement qualifiée pour les demi-finales par tirage au sort : Cork United et Limerick.
| Club recevant   | Score | Club visiteur | Date            |
| --------------- | ----- | ------------- | --------------- |
| Dundalk FC      | 2-2   | Drumcondra FC | 28 février 1943 |
| Drumcondra FC   | 4-0   | Dundalk FC    | 2 mars          |
| Shamrock Rovers | 1-2   | Brideville FC | 28 février      |

## Demi-finales
Les matchs se déroulent les 28 mars et 4 avril 1943. Le match d'appui se déroule le 31 mars.
| Première demi-finale | Cork United Football Club       | 2-2 | Brideville Football Club | Dalymount Park, Dublin |  |
| 28 mars 1943         | Owen Madden · Jackie O'Driscoll |     | Shields                  |                        |  |

| Première demi-finale, match d'appui | Cork United Football Club     | 2-0 | Brideville Football Club | Dalymount Park, Dublin |  |
| 31 mars 1943                        | Jack O'Reilly · Sean McCarthy |     |                          |                        |  |

| Deuxième demi-finale | Drumcondra Football Club | 0-0 | Limerick Football Club | Dalymount Park, Dublin |
| 4 avril 1943         |                          |     |                        |                        |

| Deuxième demi-finale, match d'appui | Drumcondra Football Club            | 3-3 | Limerick Football Club                 | Dalymount Park, Dublin |  |
| 7 avril 1943                        | O'Rourke (pen) · McNamara · McGrane |     | David Walsh · McLoughlin · M. O'Mahony |                        |  |

| Deuxième demi-finale, deuxième match d'appui | Drumcondra Football Club | 4-2 | Limerick Football Club      | Dalymount Park, Dublin |  |
| 10 avril 1943                                | Daly · Dyer · McNamara   |     | McGlynn (csc) · David Walsh |                        |  |

## Finale
La finale a lieu le 18 avril 1943. Elle se déroule devant 30 549 spectateurs rassemblés dans le Dalymount Park à Dublin. Drumcondra Football Club remporte sa toute première Coupe d'Irlande. Drumcondra bat en finale le champion d'Irlande en titre le Cork United Football Club.
| Finale        | Drumcondra Football Club | 2-1     | Cork United Football Club | Dalymount Park, Dublin                             |                                                    |
| 18 avril 1943 | Dick McGrane 11e · Tommy McNamara 61e | (1-0)   | Jack O'Reilly 73e | Spectateurs : 30 549 Arbitrage : W. Behan (Dublin) | Spectateurs : 30 549 Arbitrage : W. Behan (Dublin) |
| 18 avril 1943 | Ned Flynn, Tommy O'Rourke, Kevin Clarke, Billy Mulville, Fergie McGlynn, Jim O'Mara, Leo Ward, Paddy Daly, Tommy McNamara, Paddy Dyer, Dick McGrane. | Équipes | Kevin McAlinden, Billy Hayes, Paddy Duffy, Johnny McGowan, William Curtin, Connie Forde, Jack O'Reilly, Noel Dunne, Sean McCarthy, Jackie O'Driscoll, Owen Madden. | Spectateurs : 30 549 Arbitrage : W. Behan (Dublin) | Spectateurs : 30 549 Arbitrage : W. Behan (Dublin) |